# Vrh (Kraljevo)
Vrh (cirill betűkkel Врх) település Szerbiában, a Raškai körzet Kraljevoi községében.

## Népesség
- 1948-ban 283 lakosa volt.
- 1953-ban 290 lakosa volt.
- 1961-ben 251 lakosa volt.
- 1971-ben 213 lakosa volt.
- 1981-ben 167 lakosa volt.
- 1991-ben 127 lakosa volt.
- 2002-ben 94 lakosa volt, akik közül 93 szerb (98,93%) és 1 ismeretlen.